# Газопроводи Південної Баварії
Газопроводи, що забезпечують блакитним паливом південну частину Баварії, отримують його через систему MEGAL та австрійський трубопровід Penta West.
Ключову роль при цьому відграє система Брайтбрунн – Анвалтінг – Шнайтзе (нім. Breitbrunn - Anwalting – Schnaitsee). Вона починається  від газопроводу MEGAL неподалік Бамберга (на північний-захід від Нюренбергу) та на першій ділянці Брайтбрунн – Анвалтінг (довжина біля 160 км) прямує у південному напрямку до міста Аугсбург. Тут відбувається різкий розворот на схід у напрямку баварської столиці Мюнхена (ділянка Анвалтінг – Шнайтзе довжиною 120 км). Для цієї основної частини системи, спорудженої у 1995-1996 роках, обрали діаметр труб 900 мм. У 1999-му газопровід продовжили далі на схід та з`єднали з австрійським Penta West, виконавши інтерконектор діаметром 800 мм.
У 2010-х роках виникли плани спорудження другого відводу від MEGAL, який би підсилив газову мережу Південної Баварії. Він повинен починатись від Schwandorf та прямувати у південному напрямку на Регенсбург та Мюнхен (проект Schwandorf – Arresting – Freising). Можливо відзначити, що у 2012 році були проведені роботи по підсиленню MEGAL, в межах яких зокрема проклали другу гілку на ділянці Rothenstadt (неподалік прикордонного пункту Waidhaus) – Schwandorf. Це дає змогу організувати зручний доступ до газу, що поступає на Waidhaus по трубопроводу GAZELA, який в свою чергу перш за все розрахований на ресурс із «Північного потоку» (через OPAL). Втім, цілком зберігається і можливість отримувати через Schwandorf ресурс доставлений по газогону «Братство», наприклад, через Західноавстрійський газопровід. Завершити спорудження Schwandorf – Arresting – Finsing довжиною 136 км, діаметром 900-1000 мм та робочим тиском 10 МПа планують до 2018 року. Враховуючи, що за планами у 2022 році в Баварії мають зупинити АЕС, посилення газотранспортної мережі розцінюється як важливий крок для покриття очікуваного додаткового попиту на блакитне паливо.